# Carl Lundquist
Carl Gustaf Lundquist, född 3 december 1904 i Stockholm, död okänt år, var en svensk tecknare.
Han var son till verkmästaren Frans Rickard Lundqvist och Ellen Holmqvist samt bror till Birger Lundquist och Sven Lundqvist. Han studerade konst vid Tekniska skolan i Stockholm 1941–1944 samt genom självstudier under resor till Tyskland, Lofoten och Nordkap. Separat ställde han ut i Stockholm 1945 och han var representerad i samlingsutställningen med tidningstecknare som visades på Welamsons konstgalleri 1951. Han var huvudsakligen verksam som illustratör och tecknare och medverkade i Svenska Dagbladet, Dagens Nyheter och Vi med landskaps- och figurteckningar.  Som illustratör illustrerade han bland annat Jöran Forsslunds Far i luften.